# Polysyncraton flammeum
Polysyncraton flammeum är en sjöpungsart som beskrevs av Kott 200. Polysyncraton flammeum ingår i släktet Polysyncraton och familjen Didemnidae. Inga underarter finns listade i Catalogue of Life.